# Windows MultiPoint Server
Windows MultiPoint Server — операционная система на базе Microsoft Windows Server, использующая технологию Remote Desktop Services для размещения нескольких одновременных независимых вычислительных станций или терминалов, подключенных к одному компьютеру (многопользовательские вычисления). Windows MultiPoint Server 2012 был последним выпуском в качестве независимого SKU и был заменен ролью MultiPoint Services в Windows Server 2016.

## Версии

### Windows MultiPoint Server 2010
Эта версия была запланирована в январе 2010 года, но была выпущена в феврале 2010 года, основана на Windows Server 2008 R2. Основная поддержка закончилась 14 июля 2015 года, а расширенная поддержка — 14 июля 2020 года. Несколько станций можно добавить к хост-компьютеру WMS 2010, подключив один монитор, концентратор USB 2.0, клавиатуру и мышь для каждой станции. Аппаратные требования для станций MultiPoint не являются проприетарными, и практически любая многомониторная видеокарта, мышь, клавиатура, монитор и некоторые настольные компьютеры, поддерживаемые Windows и ее Server 2008 R2, могут быть использованы для создания станции.
Windows MultiPoint Server 2010 можно приобрести либо через OEM-производителей, либо по программе академического корпоративного лицензирования. Академическая версия, приобретаемая через Academic Volume Licensing, поддерживает присоединение к домену и не имеет лицензионных ограничений на количество станций (однако ограничения по оборудованию все еще действуют), но требует клиентскую лицензию (CAL) Windows Server 2008 R2 и Windows MultiPoint Server 2010 CAL на станцию. В то время как неакадемическая версия, приобретаемая через OEM-производителей, ограничена максимум 10 станциями, не поддерживает присоединение к домену, но требует только Windows MultiPoint Server 2010 CAL на станцию и не имеет лицензий CAL на Windows Server 2008 R2.

### Windows MultiPoint Server 2011
Windows MultiPoint Server 2011, основанный на Windows Server 2008 R2 SP1, был выпущен в производство 10 марта 2011 года. Основная поддержка закончилась 12 июля 2016 года, а расширенная поддержка — 13 июля 2021 года. Новые функции Windows MultiPoint Server 2011 включают:
- Возможность добавления станций подключения и тонких клиентов по локальной сети через традиционные RDP-клиенты.
- Поддержка тонких клиентов с поддержкой RemoteFX.
- Расширяемость общей консоли управления с Windows Small Business Server 2011 и Windows Home Server 2011.
- Возможность резервного копирования с помощью Windows Small Business Server Essentials 2011 (единственный серверный SKU, который позволяет и поддерживает это).
- Функции, позволяющие администраторам просматривать и взаимодействовать с эскизами рабочих столов станций, включая:
  - Проецирование рабочего стола одной станции на одну или все станции.
  - Блокировка клавиатуры и мыши станции и отображение сообщения.
  - Удаленное открытие и закрытие приложений.
  - Ограничение просмотра интернета определенным списком сайтов или блокировка просмотра определенного списка сайтов.
  - Управление несколькими WMS-серверами и станциями из единой консоли администрирования.
  - Поддержка запуска на виртуальной машине.
  - Распространение через более широкий спектр каналов для обоих изданий.

Кроме того, в отличие от Windows MultiPoint Server 2010, Windows MultiPoint Server 2011 доступен в редакциях Standard и Premium.
|                                                                      | Стандарт | Премиум | Notes                                                                                                 |
| -------------------------------------------------------------------- | --- | --- | --- |
| Максимальное количество одновременных станций (лимит лицензирования) | 10 | 20 | Ограничения по оборудованию по-прежнему действуют, и требуются клиентские лицензии                    |
| Максимальный объем оперативной памяти (ОЗУ)                          | 8 GB | 32 GB | Ограничения материнской платы все еще действуют                                                       |
| Поддерживаемые процессорные сокеты                                   | 1 | 2 | Поддержка сокета x86-64                                                                               |
| Присоединиться к домену                                              | Нет | Да | |
| Поддержка Hyper-V                                                    | Нет | Да | Модель лицензирования «1 на 1» для Премиум-версии                                                     |
| Лицензирование                                                       | 1 лицензия ОС на экземпляр WMS, 1 клиентская лицензия WMS 2011 на станцию, а для копий, приобретенных по программе корпоративного лицензирования, также 1 клиентская лицензия Windows Server 2008 на станцию | 1 лицензия ОС на экземпляр WMS, 1 клиентская лицензия WMS 2011 на станцию, а для копий, приобретенных по программе корпоративного лицензирования, также 1 клиентская лицензия Windows Server 2008 на станцию | Все лицензии продаются либо через OEM-производителей, либо по программе корпоративного лицензирования |

### Windows MultiPoint Server 2012
27 ноября 2012 года Microsoft выпустила Windows MultiPoint Server 2012 в производство. Основная поддержка закончилась 9 октября 2018 года, а расширенная поддержка — 10 октября 2023 года. Это первая версия MultiPoint, основанная на Windows Server 2012, и она содержит несколько новых функций и обновлений по сравнению с предыдущими версиями:
- Добавление MultiPoint Dashboard — приложения, позволяющего определенным пользователям, не являющимся администраторами, контролировать и взаимодействовать с рабочими столами пользователей.
- Возможность создания станций из виртуальных машин, работающих на сервере WMS (функция присутствует только в версии Premium).
- Защита диска — серверная функция, которая отменяет изменения, внесенные на сервер во время сеансов пользователя, аналогично Windows SteadyState.
- Рабочий стол Windows 8 для пользователей, включая доступ к Магазину Windows.
- Мониторинг клиентских компьютеров под управлением Windows 7 или 8 с помощью MultiPoint Server Connector[10].

## Роль сервера MultiPoint
С выпуском Windows Server 2016 MultiPoint Server был добавлен в качестве роли, что позволяет легко устанавливать его с помощью таких инструментов, как Server Manager. Функция MultiPoint Connector Services (которая также доступна в Server 2016) не может быть установлена вместе с ролью MultiPoint Services.